# Dom

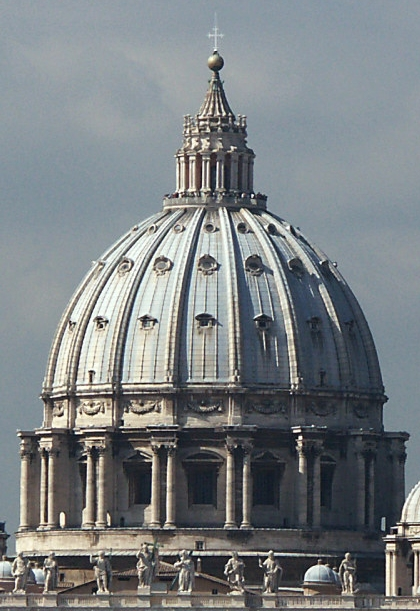
Domul Basilicii Sfântului Petru din Roma.

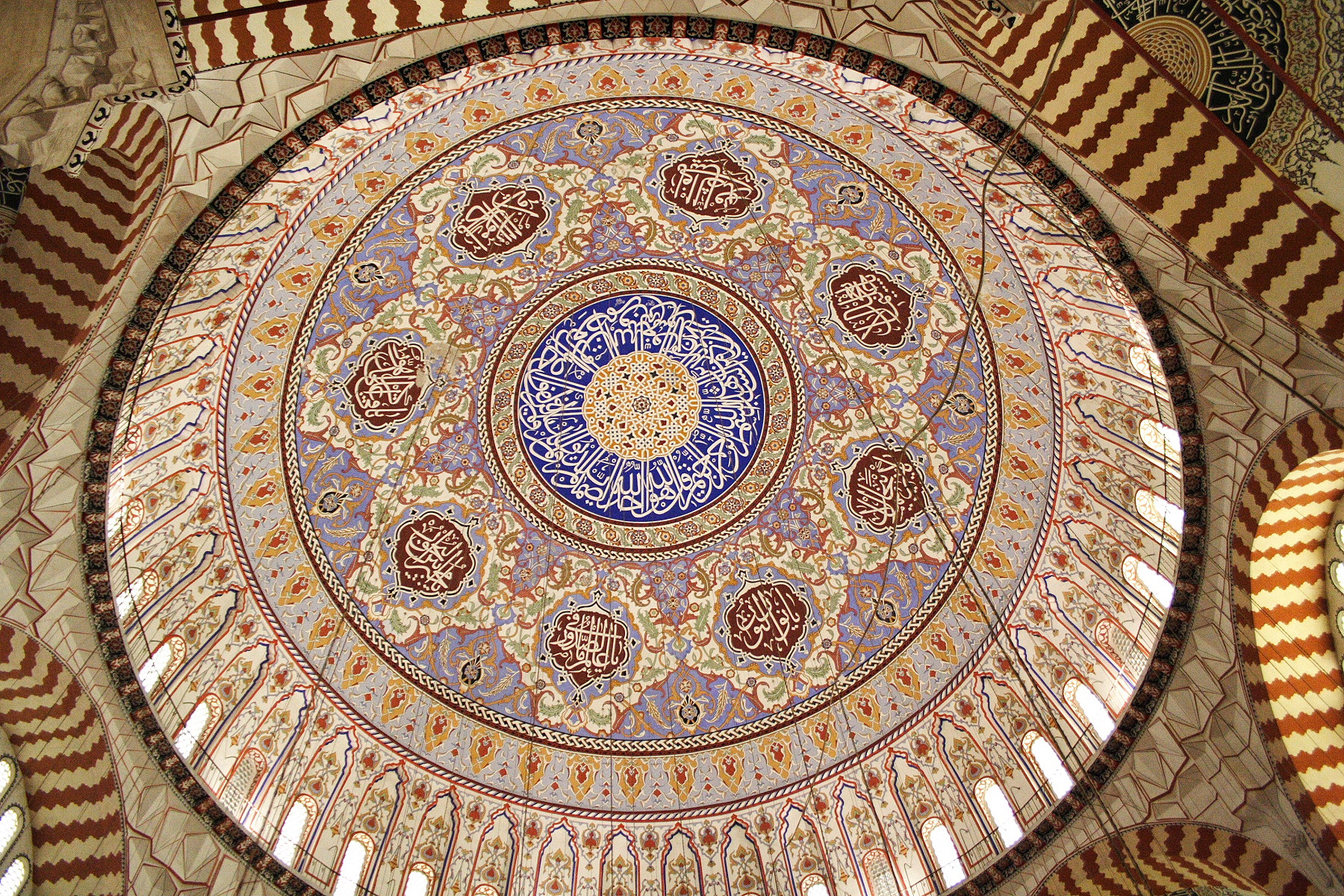
Interiorul domului Moscheii Selemiye din Edirne.

Un dom este un element structural comun arhitectural care este foarte asemănător cu jumătatea unei sfere.
Cele mai cunoscute și recunoscute domuri reprezintă structurile arhitecturale care finalizează bisericile sau clădirile oficiale importante, fiind simultan tavane și acoperișuri.

## Nota bene
Un alt sens al cuvântului dom este de catedrală catolică remarcabilă prin dimensiunile sale și aspectului exterior.

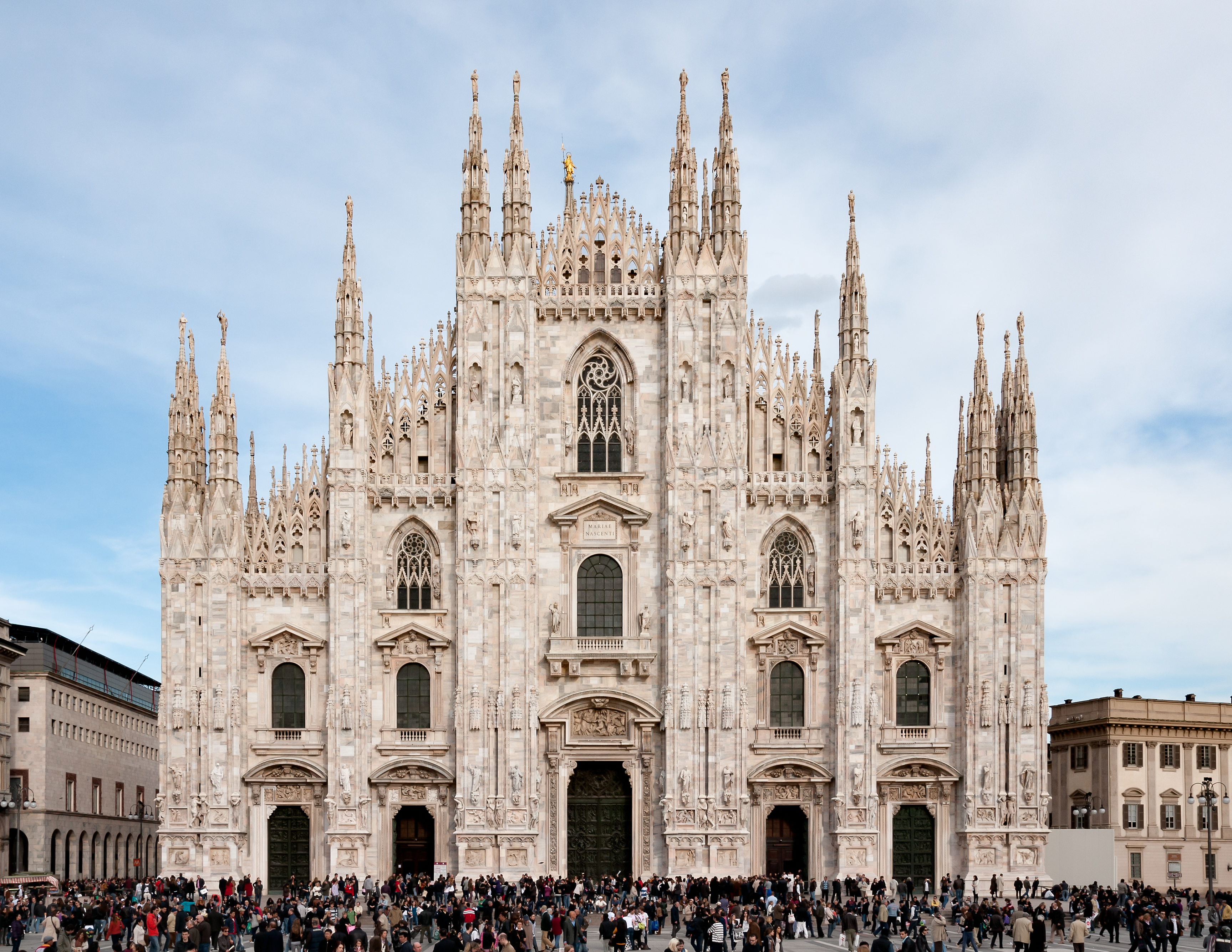
Domul din Milano

## Galerie de imagini

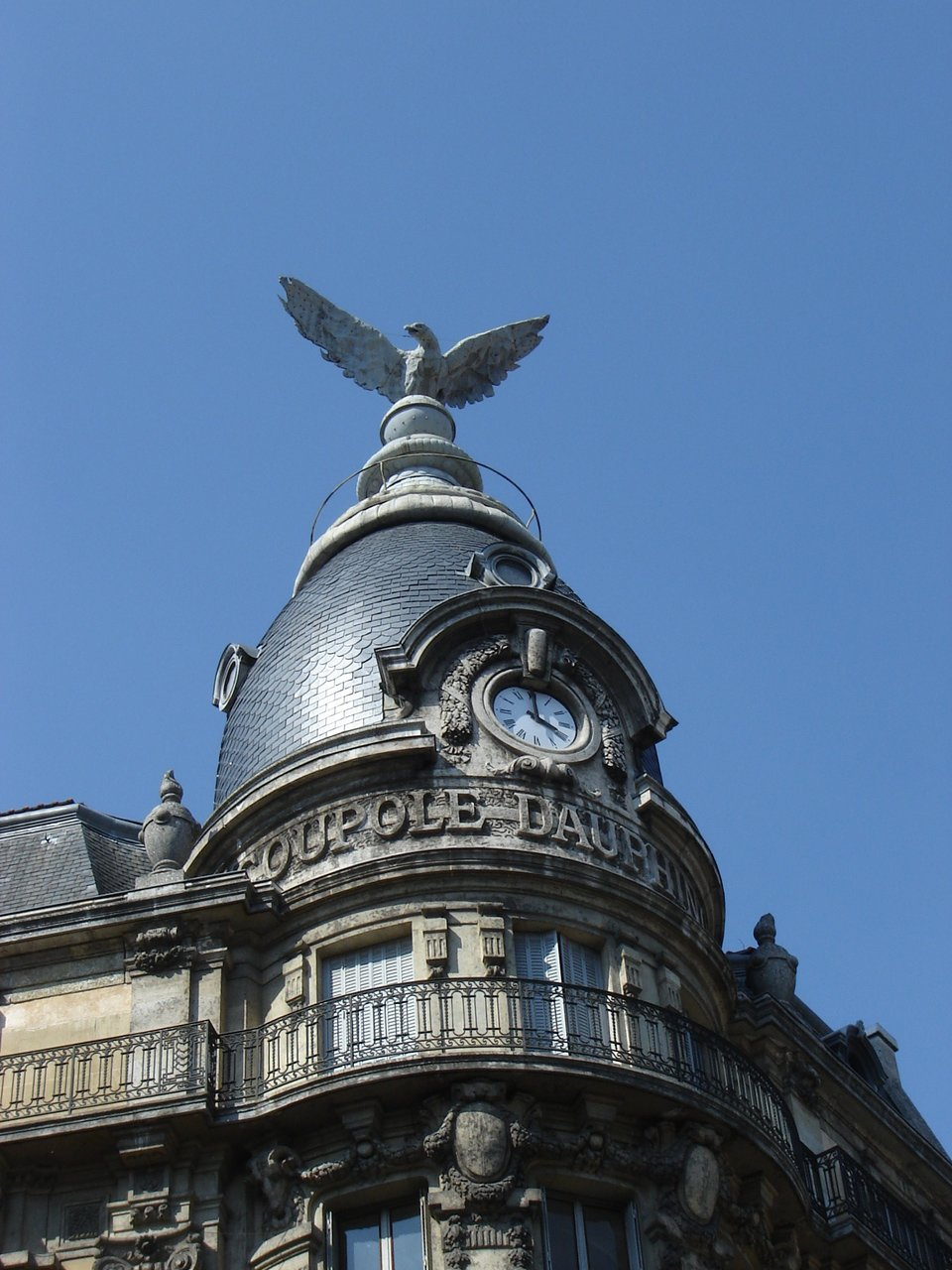
Dom din Grenoble, Franţa
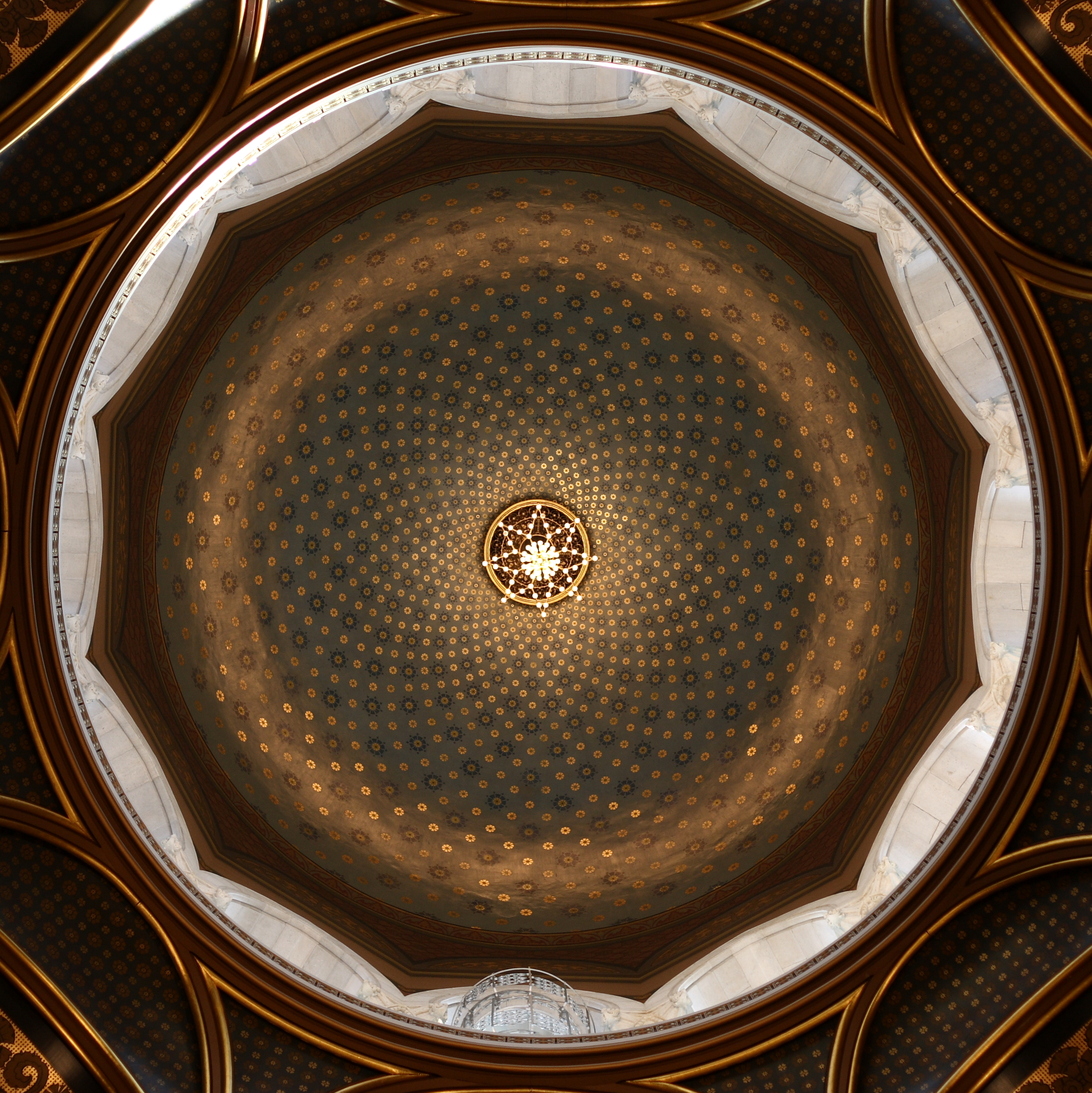
Capitol Rotonda, Hartford, Connecticut
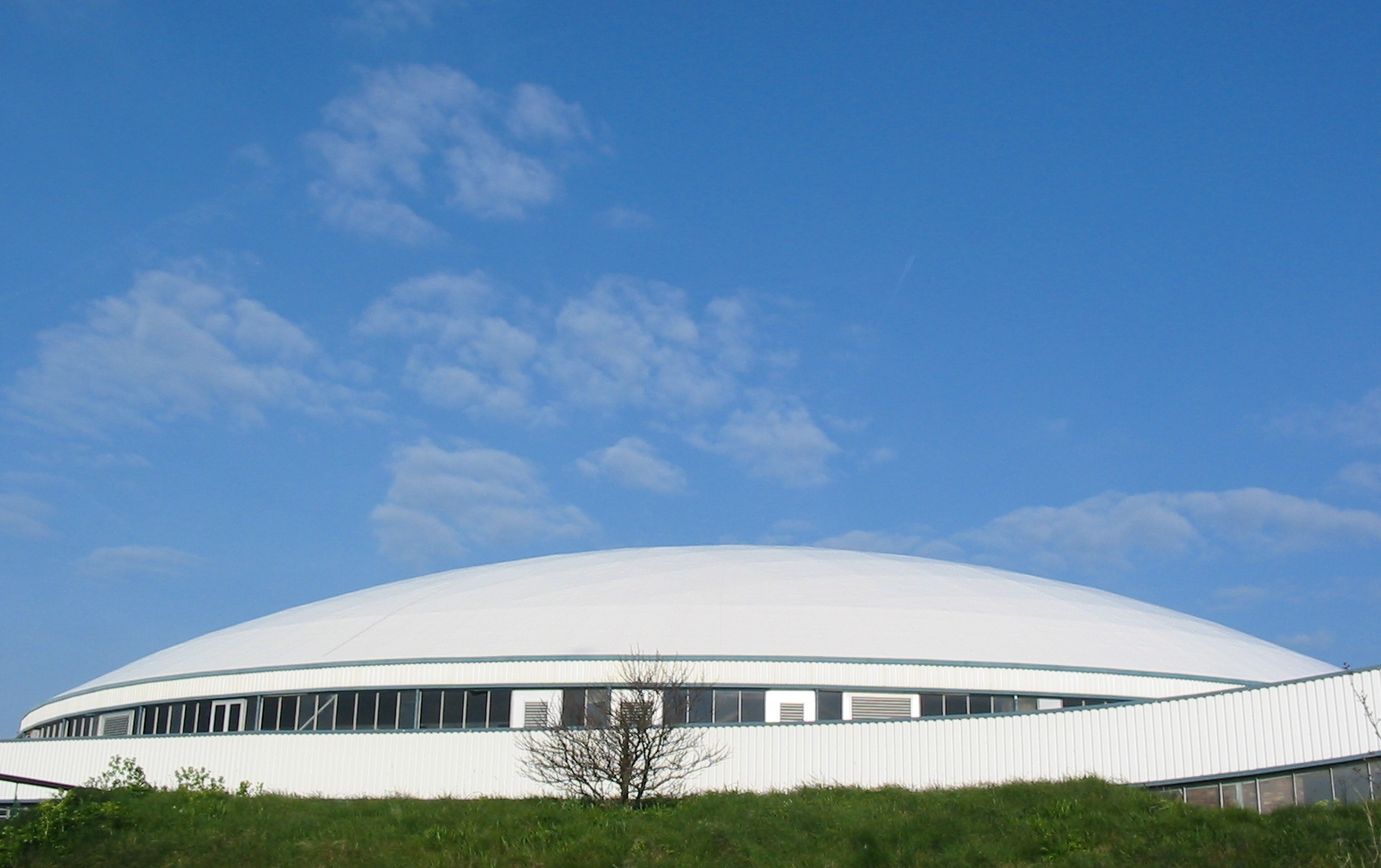
Domul din Fort Regent
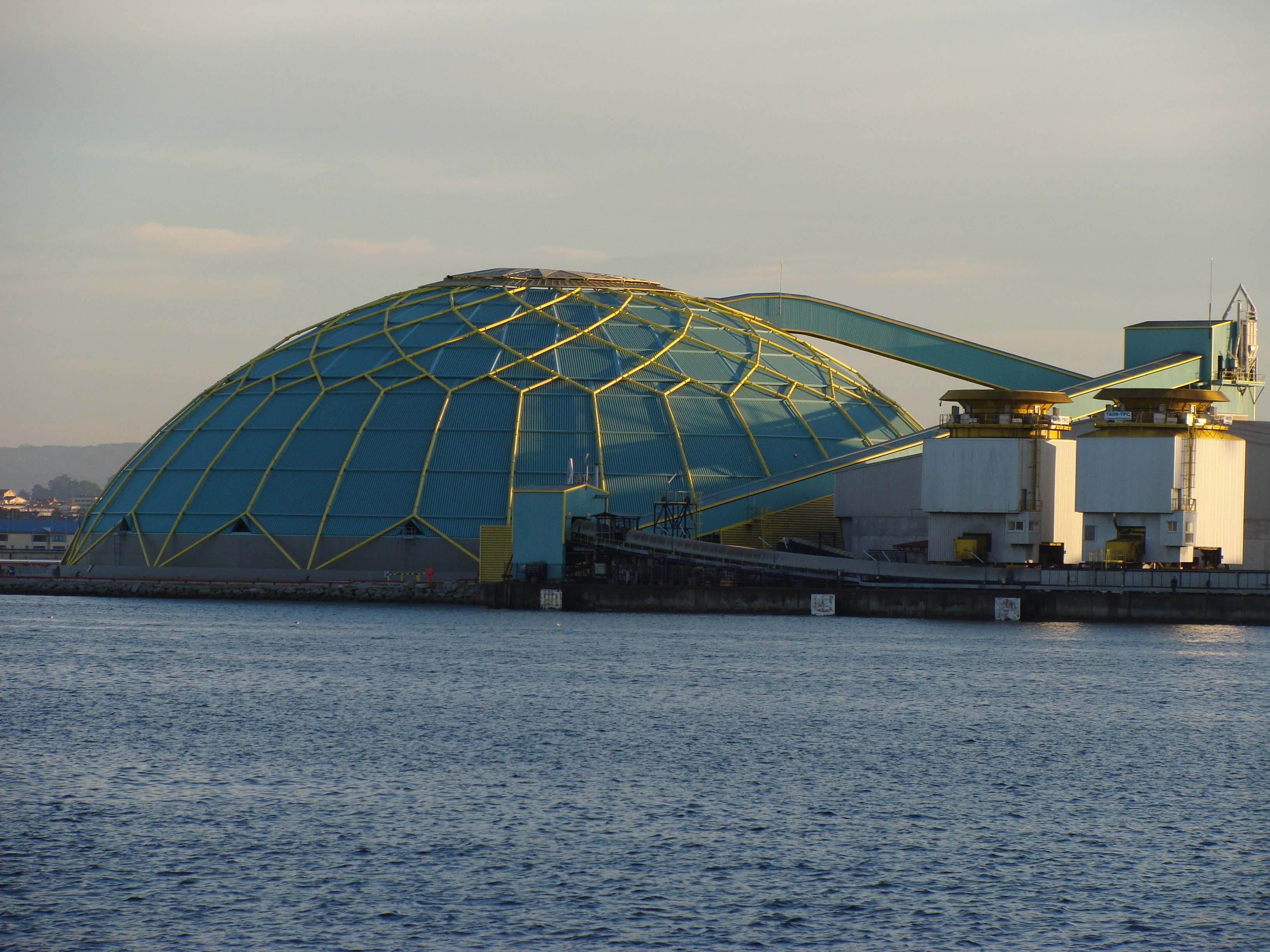
Dom cu funcţie estetică din oraşul La Coruña
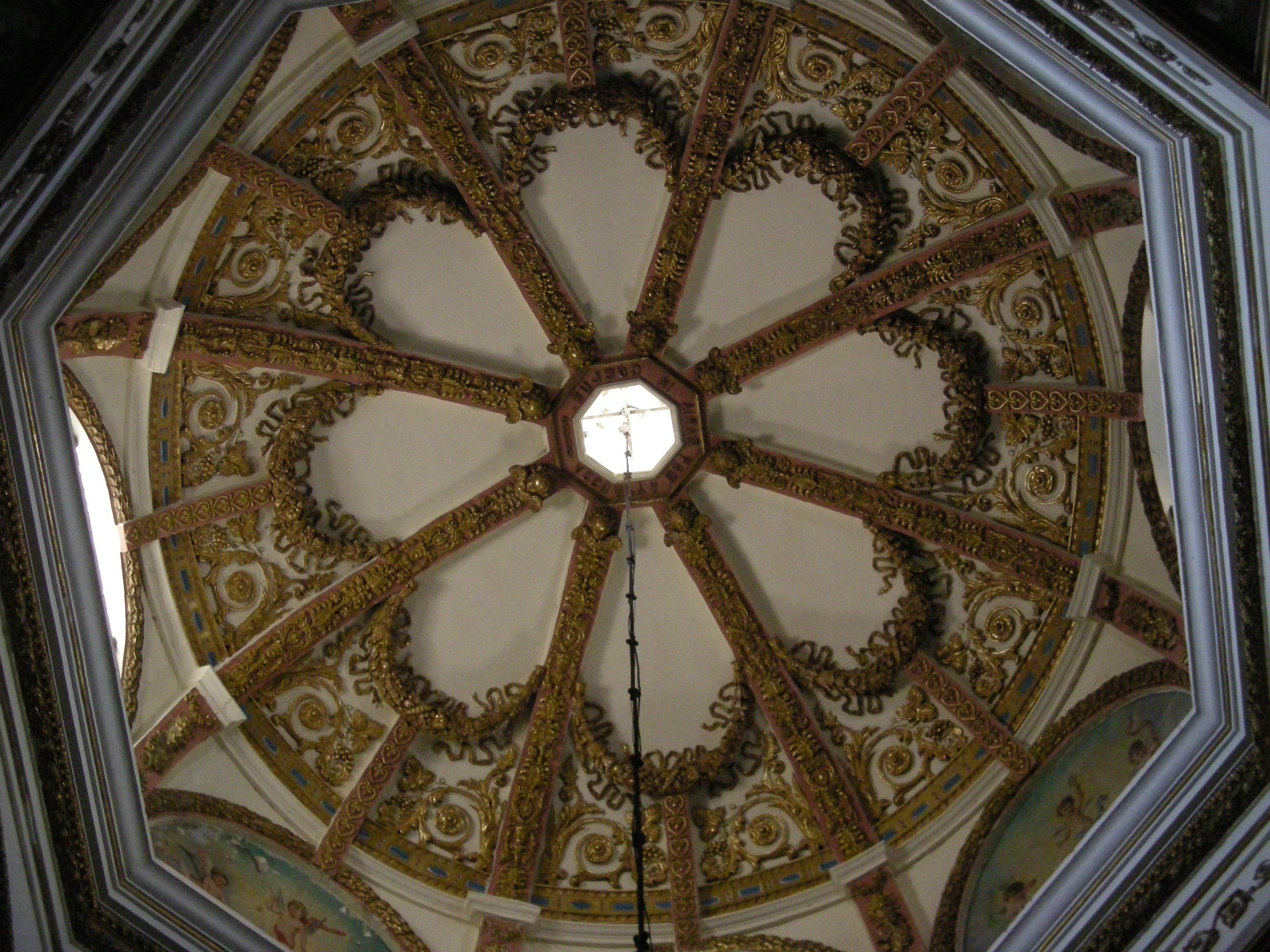
Cupola domului catedralei din Oaxaca, statul Oaxaca
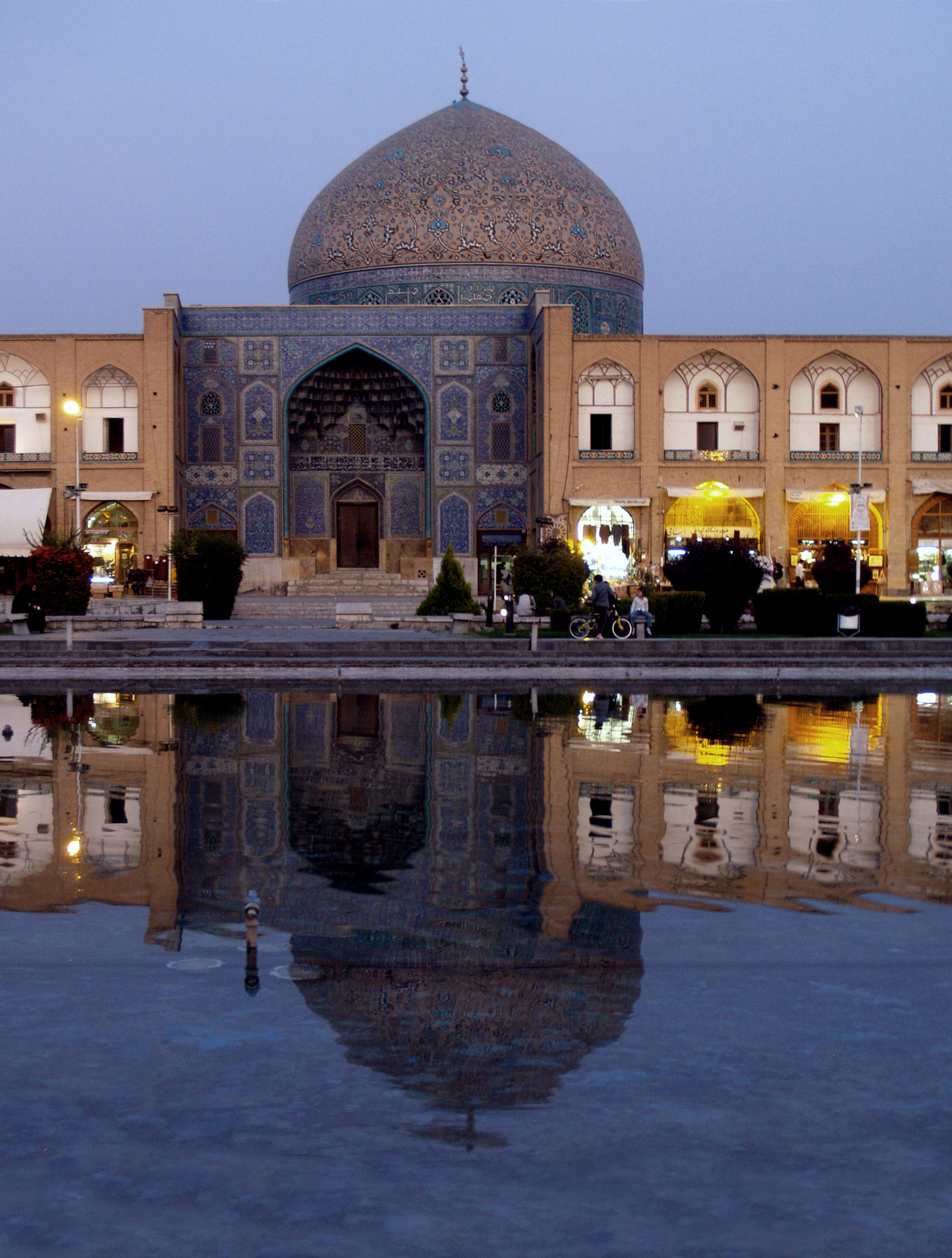
Moscheia Lotfollah din Isfahan
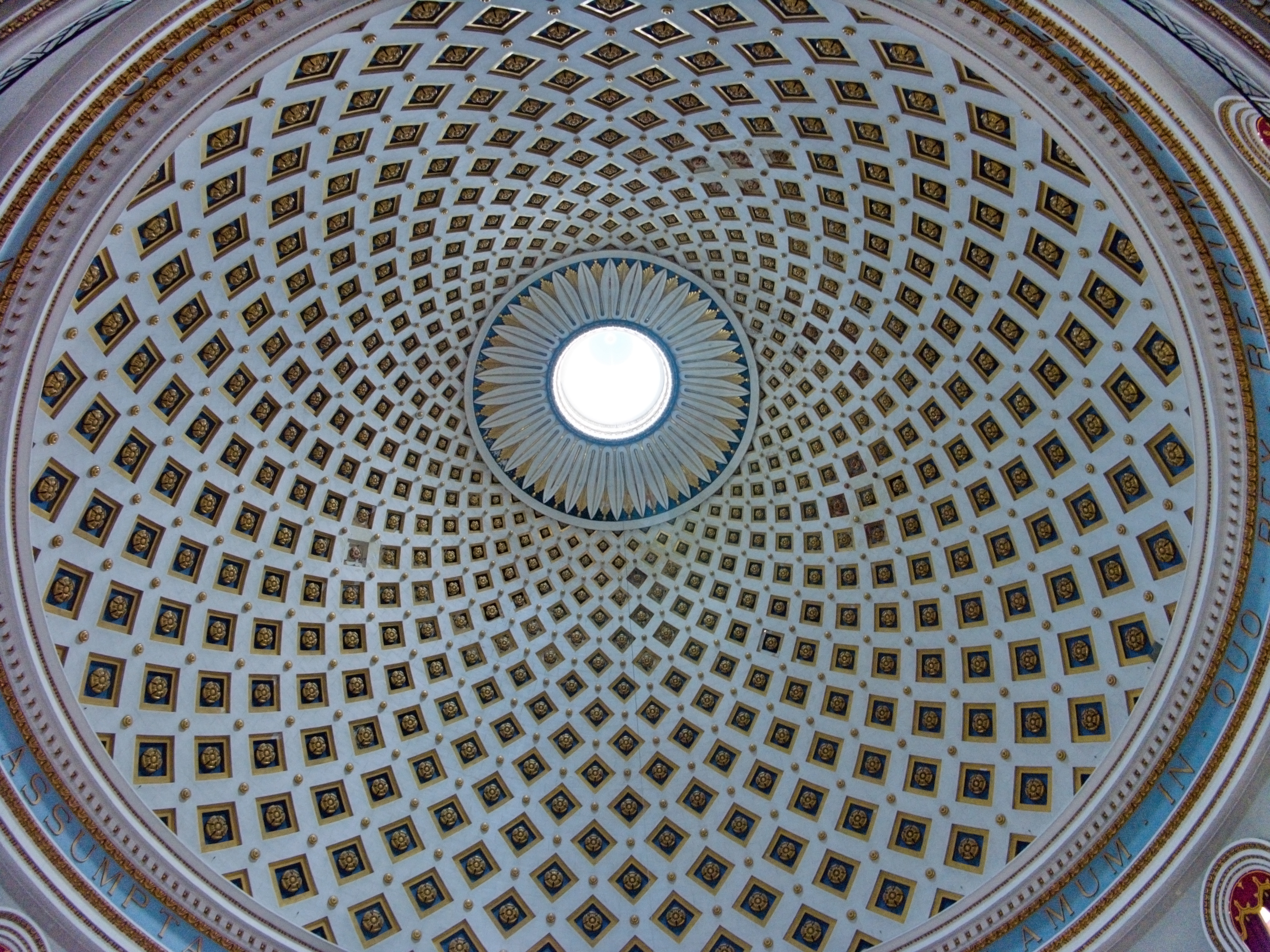
Domul Mosta din Malta
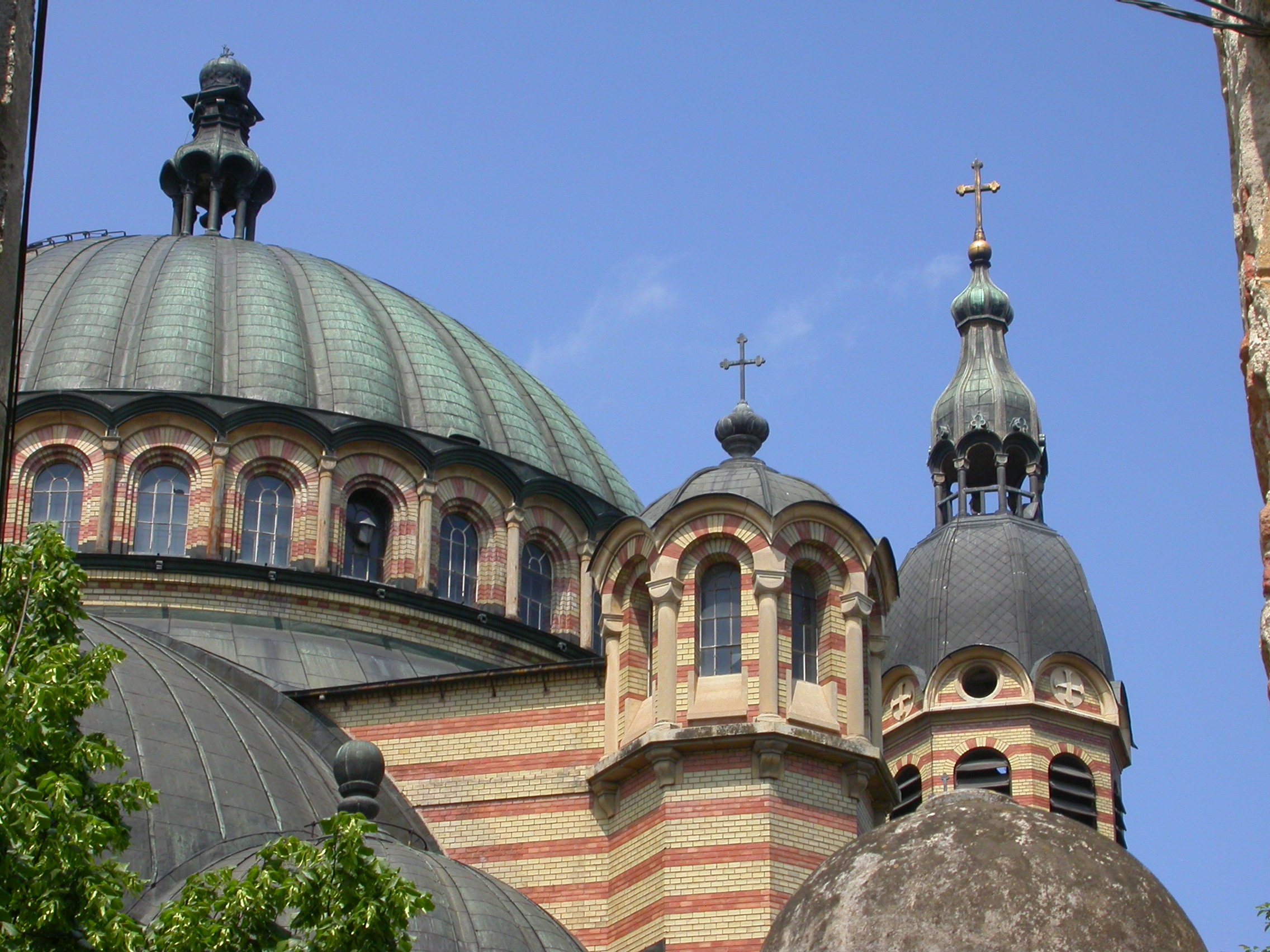
Catedrala Mitropolitană din Sibiu